# Dennis Field
Dennis Field (... – 6 giugno 1940) è stato un bobbista britannico.

## Biografia
Viene ricordato come vincitore di una medaglia di bronzo nella sua disciplina, vottenuta ai campionati mondiali del 1931 (edizione tenutasi a Sankt Moritz, Svizzera) insieme ai suoi connazionali J. Newcobe, R. Wallace e P. Coote
Meglio di loro la nazionale svizzera (medaglia d'argento) e quella tedesca (medaglia d'oro). 